# Lijst van voetbalinterlands België - Denemarken
Deze lijst van voetbalinterlands is een overzicht van alle officiële voetbalwedstrijden tussen de nationale teams van België en Denemarken. De landen speelden tot op heden zestien keer tegen elkaar. De eerste ontmoeting, een vriendschappelijke wedstrijd, werd gespeeld in Luik op 15 april 1922. Het laatste duel, een groepswedstrijd tijdens het Europees kampioenschap voetbal 2020, vond plaats op 17 juni 2021 in Kopenhagen.

## Wedstrijden
| №  | Plaats      | Datum            | Competitie                  | Wedstrijd           | Uitslag |
| -- | ----------- | ---------------- | --------------------------- | ------------------- | ------- |
| 1  | Luik        | 15 april 1922    | Vriendschappelijk           | België – Denemarken | 0 – 0   |
| 2  | Kopenhagen  | 5 oktober 1924   | Vriendschappelijk           | Denemarken – België | 2 – 1   |
| 3  | Kopenhagen  | 5 juni 1932      | Vriendschappelijk           | Denemarken – België | 3 – 4   |
| 4  | Brussel     | 26 november 1933 | Vriendschappelijk           | België – Denemarken | 2 – 2   |
| 5  | Brugge      | 25 november 1970 | EK 1972 kwalificatie        | België – Denemarken | 2 – 0   |
| 6  | Kopenhagen  | 26 mei 1971      | EK 1972 kwalificatie        | Denemarken – België | 1 – 2   |
| 7  | Kopenhagen  | 27 mei 1982      | Vriendschappelijk           | Denemarken – België | 1 – 0   |
| 8  | Straatsburg | 19 juni 1984     | EK 1984                     | België – Denemarken | 2 – 3   |
| 9  | Odense      | 5 juni 1988      | Vriendschappelijk           | Denemarken – België | 3 – 1   |
| 10 | Brugge      | 23 augustus 1989 | Vriendschappelijk           | België – Denemarken | 3 – 0   |
| 11 | Kopenhagen  | 12 oktober 1994  | EK 1996 kwalificatie        | Denemarken – België | 3 – 1   |
| 12 | Brussel     | 6 september 1995 | EK 1996 kwalificatie        | België – Denemarken | 1 – 3   |
| 13 | Kopenhagen  | 3 juni 2000      | Vriendschappelijk           | Denemarken – België | 2 – 2   |
| 14 | Kopenhagen  | 5 september 2020 | UEFA Nations League 2020/21 | Denemarken – België | 0 – 2   |
| 15 | Heverlee    | 18 november 2020 | UEFA Nations League 2020/21 | België – Denemarken | 4 – 2   |
| 16 | Kopenhagen  | 17 juni 2021     | EK 2020                     | Denemarken – België | 1 – 2   |

## Samenvatting
| Competitie         | Totaal gespeeld | Winst België | Gelijk | Winst Denemarken | Doelsaldo België – Denemarken |
| ------------------ | --------------- | ------------ | ------ | ---------------- | ----------------------------- |
| EK-eindronde       | 2               | 1            | 0      | 1                | 4 − 4                         |
| EK-kwalificatie    | 4               | 2            | 0      | 2                | 6 − 7                         |
| UEFA Nation League | 2               | 2            | 0      | 0                | 6 − 2                         |
| Vriendschappelijk  | 8               | 2            | 3      | 3                | 13 − 13                       |
| Totaal             | 16              | 7            | 3      | 6                | 29 − 26                       |

Wedstrijden bepaald door strafschoppen worden, in lijn met de FIFA, als een gelijkspel gerekend.

## Details

### Eerste ontmoeting
| Vriendschappelijk (Luik, België, 15 april 1922): |              | |
| België | 0 – 0        | Denemarken |
| | goals        | |
| William Maxwell | bondscoach   | Selectiecommissie |
| Jean De Bie Armand Swartenbroeks Oscar Verbeeck André Fierens Florimond Vanhalme Jaak Van de Velde Célestin Nollet Robert Coppée Rik Larnoe Ivan Thijs Georges Michel | opstellingen | Edvin Larsen Valdemar Laursen Steen Blicher Christian Grøthan Paul Berth Poul Jensen Leo Dannin Michael Rohde Poul Nielsen Harry Hansen Ernst Nilsson |

### Achtste ontmoeting
| EK 1984 (Straatsburg, Frankrijk, 19 juni 1984): |       |                                                                      |
| België                                          | 2 – 3 | Denemarken                                                           |
| Jan Ceulemans 26' Frank Vercauteren 38'         | goals | 41' (pen.) Frank Arnesen 61' Kenneth Brylle 85' Preben Elkjær Larsen |

### Negende ontmoeting
| Vriendschappelijk (Odense, Denemarken, 5 juni 1988): |              | |
| Denemarken | 3 – 1        | België |
| Morten Olsen 35' John Eriksen 37' (pen.) John Eriksen 75' | goals        | 6' Jan Ceulemans |
| Sepp Piontek | bondscoach   | Guy Thys |
| Peter Schmeichel Jan Heintze Morten Olsen 80' Søren Busk John Sivebæk 80' Bjørn Kristensen Michael Laudrup 57' John Helt 65' John Jensen Flemming Povlsen John Eriksen | opstellingen | Michel Preud'homme Georges Grün Frank Dekenne Leo Clijsters Stéphane Demol Patrick Vervoort Enzo Scifo Franky Van der Elst Jan Ceulemans Marc Degryse Erwin Vandenbergh |
| Jesper Olsen 57' Lars Olsen 65' Kim Vilfort 80' Klaus Berggreen 80' | wissels      | |

### Elfde ontmoeting
| Vriendschappelijk (Kopenhagen, Denemarken, 12 oktober 1994): |              | |
| Denemarken | 3 – 1        | België |
| Kim Vilfort 35' John Jensen 72' Mark Strudal 86' | goals        | 31' Marc Degryse |
| Richard Møller Nielsen | bondscoach   | Paul Van Himst |
| Peter Schmeichel Thomas Helveg Marc Rieper Lars Olsen Jakob Friis-Hansen Jens Risager 77' Brian Steen Nielsen Kim Vilfort 71' Mark Strudal Michael Laudrup Brian Laudrup | opstellingen | Gilbert Bodart Régis Genaux Eric Van Meir Philippe Albert Rudi Smidts 76' Vital Borkelmans Franky Van der Elst Lorenzo Staelens Marc Degryse Josip Weber Gert Verheyen |
| John Jensen 71' Jakob Kjeldjerg 77' | wissels      | 76' Luis Oliveira |
| | gele kaarten | 40' Franky Van der Elst 73' Régis Genaux |
| - Debuut van Jens Risager (Brøndby IF) voor Denemarken. - Debuut van Gert Verheyen (Club Brugge) voor België.                                                            |              | |

### Dertiende ontmoeting
| Vriendschappelijk (Kopenhagen, Denemarken, 3 juni 2000): |              | |
| Denemarken | 2 – 2        | België |
| Jon Dahl Tomasson 33' Peter Schmeichel 61' (pen.) | goals        | 51' (pen.) Lorenzo Staelens 73' Marc Wilmots |
| Bo Johansson | bondscoach   | Robert Waseige |
| Peter Schmeichel Søren Colding René Henriksen Martin Laursen 80' Jan Heintze Brian Steen Nielsen 31' Allan Nielsen Morten Bisgaard 80' Jesper Grønkjær Jon Dahl Tomasson 46' Ebbe Sand 46' | opstellingen | 27' Filip De Wilde 46' Eric Deflandre Joos Valgaeren Lorenzo Staelens 46' Philippe Léonard 85' Gert Verheyen Yves Vanderhaeghe Marc Wilmots Bart Goor 62' Branko Strupar 85' Émile Mpenza |
| Stig Tøfting 31' Miklos Molnar 46' Thomas Gravesen 46' Michael Schjønberg 80' Bjarne Goldbæk 80'                                                                                           | wissels      | 27' Geert De Vlieger 46' Marc Hendrikx 46' Nico Van Kerckhoven 62' Luc Nilis 85' Jacky Peeters 85' Gilles De Bilde                                                                        |
| Allan Nielsen 62' Jesper Grønkjær ??' | gele kaarten | 59' Branko Strupar 64' Marc Wilmots 78' Yves Vanderhaeghe 73' Marc Hendrikx |